# Ojuelos de Valdeminguete
Ojuelos de Valdeminguete és el paratge on neix el riu Xúquer. Es troba al municipi de Tragacete a la Serranía de Conca, província de Conca.
El naixement es troba a 1700 m d'altitud, en el fons de la vall que separa la Muela de San Felipe de la Muela de la Mogorrita (1864 m), las dues màximes alçades de la província i just a l'est del Cerro de San Felipe de 1.838 m d'altitud, en l'obaga del mateix nom.